# Raddusch (przystanek kolejowy)
Raddusch-Raduš – przystanek kolejowy w Raddusch (łuż. Raduš), w kraju związkowym Brandenburgia, w Niemczech. Znajdują się tu 2 perony. Na szyldach wywieszonych na peronach znajduje się nazwa miejscowości w dwóch językach: niemieckim – Raddusch i dolnołużyckim - Raduš. 
| Raddusch-Raduš                          |  |          |
| Linia 6142 Berlin – Görlitz (92,800 km) |  |          |
| Lübbenau (Spreewald)                    |  | Vetschau |